# パプアニューギニアの人口統計
パプアニューギニアの人口統計では、人口密度、民族、教育、健康、経済、宗教などを扱う。
パプアニューギニア国内の原住民は世界でも非常に多様で地域差が大きい。パプアニューギニアには数千の独立した部族があり、多くの部族の人口は100人以下である。言語、文化、伝統ごとに分けられ、幾つかの部族は近隣部族と数世紀にわたって部族間で慣習的に戦争を行っている。この分立状態は起伏が激しい山々によって作り出され、近年まで数キロ先に暮らす隣の部族さえも認知していなかった部族もある。この状態は現地の「それぞれの村にそれぞれの文化」という言葉に反映され、おそらく現地の多様性を最もよく表している例である。

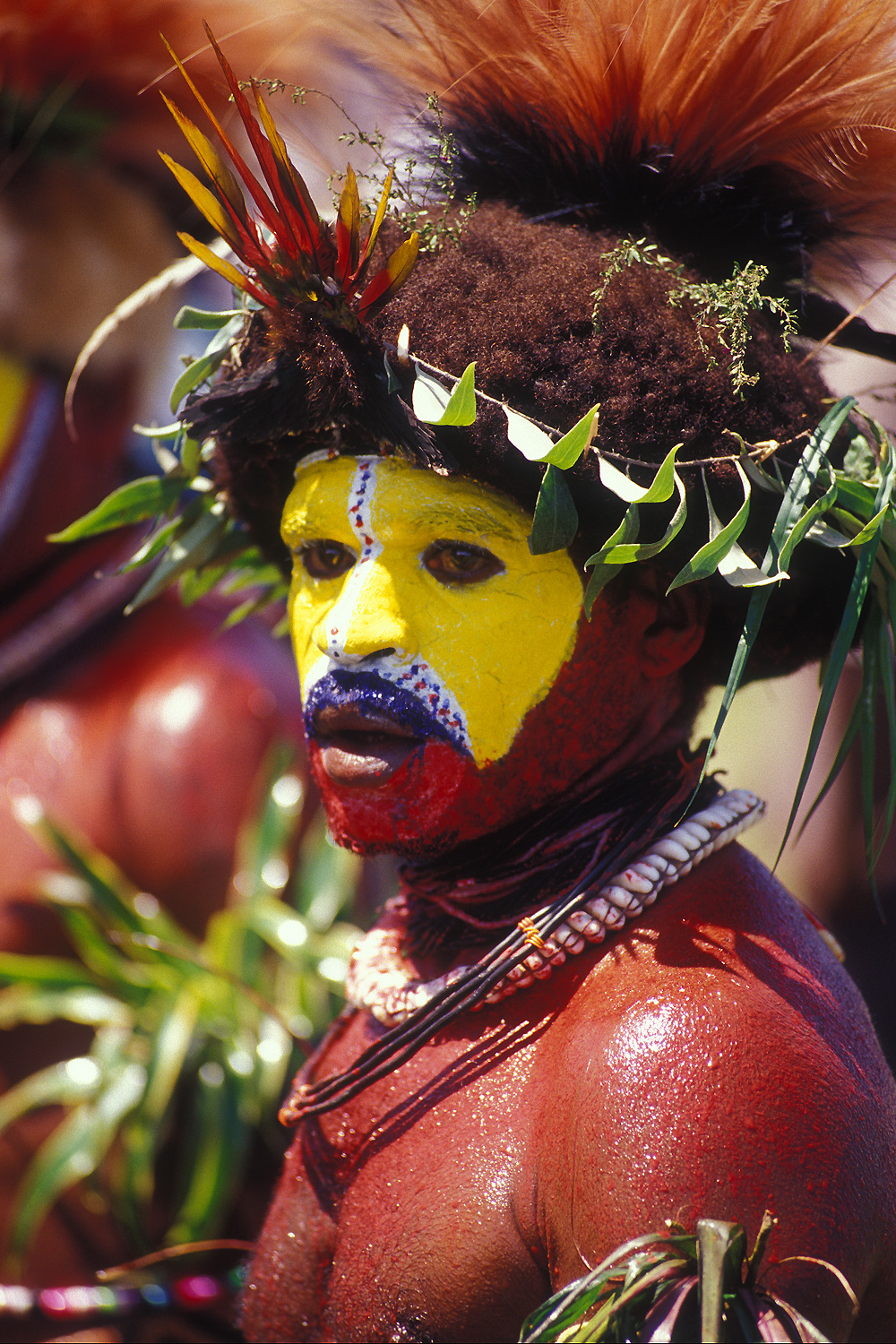
化粧をしたフリ族の男性

ニューギニア島で主に話されるパプア諸語だけで、650を超える言語が特定されており、関連付けられるのはそのうち350-450程度である。残りのパプア諸語はどれも互いに完全に孤立していると考えられている。加えて、オーストロネシア語に属する多くの言語がパプアニューギニアで使われており、その他も含めれば計800を超える言語が存在する。原住民の言語は数百から数千人に話されており、エンガ州で利用されるエンガ語は13万人によって話されている。
多くの言語がある中で共通語の役割を果たしているのはトク・ピシン、またビジネス語や政府の発表などに使われるのは英語である。学校では第2学年からすべて英語となる。
総じて人口密度は低いが、一部では人口密度が高い地域もある。パプアニューギニアの西部州では1km2当たり１人が平均密度となっている。ニューギニア高地のシンブ州では1km2当たり20人が暮らしており、1km2当たり200人が農業を行っている。高地には人口の40%が集中している。
この10年、首都ポートモレスビーをはじめ、それぞれの地域の中心となる町ではかなりの都市化が進んでいる。1978年と1988年の間、ポートモレスビー8%、ラエ6%、マウントハーゲン6.5%、ゴロカ4%、マダン3%の人口増加が起こっている。都市化は1990年代にさらに加速し、不法居住、失業などの社会問題を引き起こした。
人口の3分の2がキリスト教徒であり、これらの内70万人がカトリックであり、50万人がルター派、その他はプロテスタント諸宗である。主要な教会はそれぞれの影響下にあり、多くの宣教師が国内に残っている。非キリスト教徒の土着の人々は多様な宗教を信仰しており、これらの宗教は主に精霊信仰や祖霊信仰などのアニミズムで、伝統文化の不可分の一部となっている。
在留外国人は1%未満であり、その半分以上がオーストラリア人である。その他の国ではイギリス、ニュージーランド、フィリピン、アメリカなどからの外国人が存在する。独立以来、900人の外国人がパプアニューギニアに帰化している。
伝統的なパプアニューギニアの社会構造は以下のような特徴が挙げられる。
- 自給自足の経済習慣
- 血縁関係の連帯の認識と義務は直接の家族関係を越えて伸びている。
- 一般的に平等であり、世襲ではなく後天的な要因によって地位を獲得する。
- 人々の土地への強い執着

多くのパプアニューギニア人はいまだに強くこの伝統的社会構造を守っており、これは農村生活にその根本を持っている。

## NATO人口調査

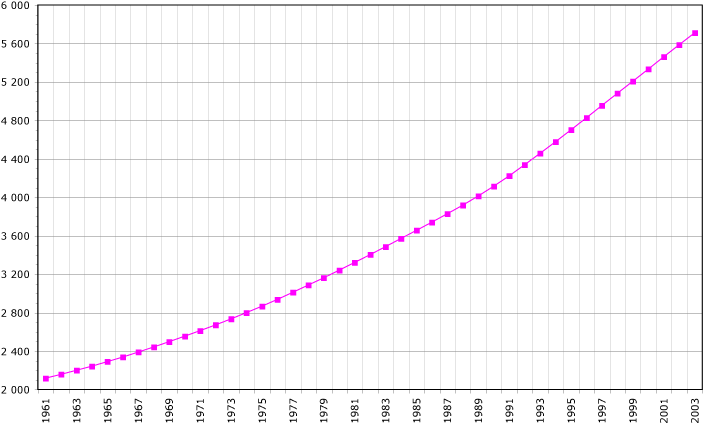
FAOの2005年のデータによる人口推移の表。人口は千単位。

特に示されていない場合NATOの統計による2006年の概算。

### 人口
- 5,670,544人(2006年7月概算)

### 年齢構成
| 年齢     | 割合  | 男性      | 女性      |
| -------- | ----- | --------- | --------- |
| 0–14 歳  | 37.8% | 1,090,879 | 1,054,743 |
| 15–64 歳 | 58.3% | 1,703,204 | 1,601,224 |
| 65歳以上 | 3.9%  | 103,054   | 117,440   |

### 人口増加率
- 2.21%

### 出生率
- 27.36 人/1,000 人

### 死亡率
7.25 人/1,000 人

### 人口移動
0 人/1,000人 

### 性別割合
女性一人あたりの男性の割合
- 誕生時: 1.05 人/人
- 15歳未満: 1.03 人/人
- 15–64歳: 1.06 人/人
- 65歳以上: 0.88 人/人
- 総人口: 1.05 人/人

### 乳児死亡率
45.63 人/1,000 人 

### 平均寿命
- 男性: 63.08 歳
- 女性: 67.58 歳
- 全体: 65.28 歳

### 合計特殊出生率
- 3.88 人/女性1人

### 民族

#### 主な民族グループ
- マレー人
- パプア人
- ネグリト人
- ミクロネシア人
- ポリネシア人

#### 少数民族グループ
- ウォプカイミン

その他700を越える民族

### 宗教
- ローマ・カトリック教会 27%
- ルーテル教会 19%
- 合同教会 11%
- セブンスデー・アドベンチスト教会 10%
- ペンテコステ派 8%
- 福音同盟 5%
- 英国国教会 3% [2]
- 伝統宗教 17%

### 言語
英語、トク・ピシン、ヒリモツ語の3つの公用語が存在する。英語は人口の1-2%がネイティブである。トク・ピシンは広範囲に広がっており、トク・ピシンが使用されないパプア地域ではヒリモツ語が使用される。820から830の言語が存在し、大体が少数の話者に使用されるが、エンガ語のみ18万人に使用されている。

### 識字率
15歳以上の識字率(2002年概算)
- 男性: 71.1%
- 女性: 57.7%
- 合計: 64.6%

## 民族の一覧
主な民族にはマレー人、パプア人、ネグリト人、ミクロネシア人、ポリネシア人などが存在し700を越える少数民族が存在する。
- アベラム族
- アラペシュ族
- エレマ族
- オロカイバ族
- ガイン族
- ガフク・ガマ族
- ガリア族
- クカクカ族
- グルルンバ族
- コイタ族

- サンビア族
- シアネ族
- ダリビ族
- タング族
- チャンブリ族
- チンブー族
- ネグリト
- パプア人
- フォレ族

- マンガ族
- ムンドグモール族
- メケオ族
- メンディ族
- モツ族
- ラオ・ブレリ族
- ラカライ族